# André-François Laurence
André-François Laurence dit Laurence-Villedieu, né à Villedieu-les-Poêles (province de la Normandie) le 17 décembre 1762, mort à Noyarey (Isère) le 22 février 1823, est un homme politique de la Révolution française.

## Biographie

### Sous la Convention
En septembre 1792, André-François Laurence, alors administrateur du département de la Manche, est élu par celui-ci député, le douzième sur treize, à la Convention nationale.
Il siège sur les bancs de la Gironde. Lors du procès de Louis XVI, il vote la mort mais se prononce pour l'appel au peuple et pour le sursis à l'exécution. Il vote en faveur de la mise en accusation de Marat qui le dénonce plus tard dans son journal comme membre de la « faction des hommes d'État ». Il vote en faveur du rétablissement de la Commission des Douze.
En octobre, au terme du rapport d'Amar, prononcé au nom du Comité de Sûreté générale, Laurence est décrété d'arrestation ainsi que ses collègues qui ont protesté contre les journées du 31 mai et du 2 juin 1793. Lui et ses collègues sont réintégrés à la Convention en frimaire an III (décembre 1794).
Laurence est envoyé en mission dans les départements de la Haute-Garonne, du Gers et du Tarn entre germinal et messidor an III (entre avril et juillet 1795). Lors de son passage à Toulouse, il mène une campagne contre les jacobins.

### DuDirectoireà l'exil
Lors des élections de l'an IV (octobre 1795), Laurence est élu député au Conseil des Cinq-Cents, désigné par les départements des Côtes-du-Nord, du Lot et de la Somme. Il est tiré au sort pour y rester jusqu'en prairial an VI (mai 1798).
Laurence est visé par la loi du 12 janvier 1816, ayant voté la mort du roi et ayant adhéré à l'acte additionnel durant les Cent-jours. Ainsi que plusieurs de ses anciens collègues de la Convention, il s'exile à Nyon en Suisse dans le canton de Vaud.
Laurence bénéficie d'une amnistie et rentre en France. Il meurt à Noyarey où il a fait l'acquisition du château des Chaulnes.

## Sources
- Jean Baptiste Robert, Vie politique de tous les députés à la Convention nationale, 1814